# Jinx (DC Comics)
Pour les articles homonymes, voir Jinx.
Jinx est un personnage de fiction de l'univers DC Comics. C'est une super-vilaine apparue pour la première fois dans Tales of the Teen Titans #56, et créée par Marv Wolfman et Chuck Patton.
Elle a fait partie de multiples groupes de vilains, et a été une ennemie récurrente des Teen Titans, de Superman et des Outsiders. Jusqu'à présent, son vrai nom n'a pas été révélé.

## Biographie fictive
Jinx est une sorcière Indienne de l'Est dont les pouvoirs sont basés sur les éléments. Elle est chauve.
Elle apparaît lorsque les Fearsome Five attaquent une prison où elle et Neutron, un autre criminel, étaient incarcérés. Les Fearsome Five furent stoppés par les Teen Titans, mais Jinx et Neutron parvinrent à s'enfuir, et décidèrent de se joindre à eux. Jinx resta avec le groupe même après le départ de Neutron, mais, à la suite d'un échec contre Superman, les Fearsome Five se dissolurent, et Jinx fut envoyée en prison avec ses camarades Mammoth et Gizmo.
Elle s'échappa et rejoignit Villainy Inc. un groupe de super-vilains féminins, le groupe vainquit Travis Morgan et sa fille mais fut vaincu par Wonder Woman.
Jinx, Mammoth et Gizmo furent cependant libérés plus tard par le docteur Sivana, qui cherchait à reformer les Fearsome Five.

## Pouvoirs
Jinx est une sorcière accomplie dont on n'a pas encore vu toutes les aptitudes. Elle a déjà montré qu'elle pouvait projeter des attaques d'énergie, créer du feu, provoquer des tremblements de terre, etc. Ses pouvoirs ne fonctionnent que si elle est en contact avec un sol solide.

## Autres Médias

### Série Animée
Jinx apparaît parmi les personnages de la série Teen Titans : Les Jeunes Titans, mais cette version diffère radicalement de celle du comics, suffisamment obscure pour être modifiée en profondeur. Dans cette version, elle est une jeune étudiante de la H.I.V.E Académie avec Gizmo et Mammoth. Son aspect lui-même a complètement été retravaillée : elle possède une peau gris pâle, des cheveux roses coiffés en couettes évoquant des cornes, des yeux roses également aux pupilles fendues et une tenue noire plutôt occidentale. Ses pouvoirs magiques ne sont pas semblables non plus, elle utilise à la place la magie de la Malchance. Elle est aussi apparemment assez séduisante, puisqu'au cours de la série, de nombreux personnages masculins dont Cyborg, See-More et Kid Flash se sont révélés avoir (ou avoir eu) un faible pour elle.
Elle apparaît pour la première fois dans Examen final, où elle reçoit, avec Gizmo et Mammoth, pour mission par Deathstroke et la directrice de la H.I.V.E Académie d'éliminer les Teen Titans. Ils parviennent à éliminer en apparence Robin et à chasser temporairement les autres Titans de leur Tour, mais se font ensuite facilement vaincre lorsque Robin revient et mène les Titans dans une attaque pour reprendre la Tour, avec succès.
Ils réapparaissent tous les trois un peu plus tard dans Déception, où ils entreprennent de cambrioler plusieurs banques pour le compte de la H.I.V.E Académie et de son nouveau directeur, Brother Blood. Sentant que quelque chose se prépare, Robin envoie Cyborg infiltrer la H.I.V.E sous un déguisement et sous le pseudonyme de "Stone" afin de récolter des informations. Durant cette période, Cyborg se lie quelque peu d'amitié avec le trio de la H.I.V.E (excepté Gizmo), et semble développer des sentiments réciproques pour Jinx (fait confirmé un peu plus tard par Bumblebee dans Onde de choc). Lorsque son identité est finalement révélée, Cyborg repart avec les Teen Titans, et Jinx paraît particulièrement attristée par sa trahison.
Après ces évènements, Jinx et ses deux complices réapparaissent quelques épisodes plus tard, rejoints par deux autres étudiants de la H.I.V.E Académie, Private HIVE et See-More, pour former les HIVE Five, dont elle est la dirigeante. Par la suite, Private HIVE quitte l'équipe et est remplacé par Kyd Wykkyd et Billy Numerus. Bien que désormais composé de six membres plutôt que cinq, le groupe garde le nom de HIVE Five, sous prétexte que "ça sonne plus cool".
L'épisode Rapide comme l'éclair se centre sur les HIVE Five, notamment Jinx, et leur rencontre avec Kid Flash. Jinx est montrée dans cet épisode sous un nouveau jour : on apprend qu'elle est une dirigeante jamais écoutée de ses coéquipiers, frustrée et bien plus ambitieuse qu'eux, cherchant à prouver sa valeur à tous, particulièrement à Madame Rouge, qu'elle idolâtre. Kid Flash semble intéressé par elle, persuadée qu'elle vaut mieux qu'une simple vilaine, et flirte un peu avec elle tout en tentant de la convaincre qu'elle n'a pas besoin de faire le mal pour être respectée. Elle s'évertue à le capturer pour le livrer à la Confrérie du Mal, espérant ainsi obtenir le respect de l'organisation. Elle réussit finalement à l'attraper, mais seulement après qu'il a été affaibli par Madame Rouge. En conséquence, cette dernière s'en attribue tout le mérite et ne lui montre aucun respect. C'est l'affront de trop pour Jinx qui, ne supportant plus ses insultes, aide Kid Flash à s'enfuir, avant d'user de ses pouvoirs pour projeter violemment l'odieuse métamorphe. Après cela, elle quitte le groupe pour une durée non décidée après avoir dit un "adieu" discret à See-More.
On peut noter par la suite que Jinx est la seule des HIVE Five à ne pas être vu dans les rangs de la Confrérie du Mal dans Appel à tous les Titans et l'épisode suivant. Cependant, à la surprise générale, elle revient lors de la bataille finale contre la Confrérie ... du côté des Titans, ayant été convaincue par Kid Flash. Elle joue un rôle non négligeable dans la défaite des HIVE Five et de Madame Rouge, et, au terme de l'épisode, elle est reconnue comme membre honoraire des Teen Titans. Elle est vue à la Tour Titan se socialisant avec ses nouveaux camarades, puis lors de l'attaque contre le Dr. Light.
La personnalité de Jinx connaît une forte évolution dans la série. Au début, elle apparaissait comme calme, rusée, mystérieuse, parlant souvent en murmures et parfois folle en raison du sourire cruel qu'elle prenait au combat. Durant et après sa rencontre avec Kid Flash, elle apparaît comme plus déterminée, plus saine d'esprit, et criant plus souvent, voulant se faire respecter en dépit de ses pouvoirs de malchance, mais parvient finalement à prendre la bonne voie grâce à l'aide de Kid Flash.

#### Pouvoirs
Dans la série télévisée, Jinx utilise la magie de la malchance : elle modifie les probabilités, lançant depuis ses mains des projectiles d'énergie roses-violets qui provoquent la malchance là où ils frappent, faisant tomber ses ennemis ou rendant des structures fragiles. Elle est aussi une excellente gymnaste, capable de multiples acrobaties.

### Web-série
Jinx apparaît dans DC Super Hero Girls. Elle est aperçue comme étudiantes au Super Hero High. Son apparence est basée sur celle de la série animée des Teen Titans. 

### Jeux vidéo
- Jinx apparaît comme boss et personnage déblocable dans le jeu de console Teen Titans, doublée par Lauren Tom.
- Jinx apparaît comme boss dans le jeu de la Game Boy Advance, Teen Titans (en).
- Jinx apparaît dans le DC Universe Online, doublée par Claire Hamilton. Elle fait partie du pack d'extension "Sons of Trigon".
- Jinx apparaît dans le jeu Lego DC Supers-Villains comme personnage jouable,déblocable durant l'histoire principale.